# Konversion
Konversion er omvendelse fra én religion religion til en anden religion (eller sekt), eventuelt omvendelse fra ikke-religion til religion. Den, der har konverteret, kaldes en konvertit (ital. convertito, afledt af latin convertere – vende om). Det er eksempelvis en person, der har konverteret fra kristendom til islam. Som oftest indebærer konversion en række ritualer, som viser og forankrer forandringsprocessen socialt, dels i den religiøse gruppe, dels i det omgivende samfund.  
Det danske ord "omvendelse" bruges oftest om en omvendelse fra at være ikke-religiøs (ikke-troende) til at være religiøs (troende).   
I religionsvidenskaben beskrives konversion som en religiøs forandringsproces, hvor forskellige faktorer som krise, søgen, møde (kontakt med en religiøs "anden") og sociale forhold (f.eks. et nyt ægteskab) er bestemmende for omvendelsesprocessen. Religionsforskere forsøger dermed at forklare konversion ud fra forskellige videnskabsgrenes forklaringsmodeller.